# Рітт Б'єрреґорд
Рітт Б'єрреґорд (дан. Ritt Bjerregaard; 19 травня 1941, Копенгагені — 21 січня 2023) — данська політична діячка, парламентар, міністр кількох урядів, європейська комісарка у 1995—1999 роках, мер Копенгагена з 2006 по 2010 роки.

## Життєпис
У 1964 році закінчила педагогічну школу, у 1968—1970 роках вивчала історію в Оденському університеті. З 1964 по 1970 рік працювала вчителькою у початковій школі, потім, у 1971 році, — в учительському коледжі в Оденсе. З 1970 по 1973 рік вона була міською радницею. Також вона була членом профспілки вчителів.
Вона брала участь у політичній діяльності соціал-демократичної партії Данії. У 1971—1995 роках вона була членкинею Фолькетингу в окрузі Фюн. Стала членкинею національної влади соціал-демократичної партії, а в 1981—1982 та 1987—1992 роках очолювала парламентську фракцію цієї партії. З вересня по грудень 1973 року та з лютого 1975 року по грудень 1978 року вона була міністеркою освіти в уряді Анкера Йоргенсена. І знову була підпорядкована цьому прем'єр-міністру в період з жовтня по грудень 1981 року, коли вона була міністеркою соціальної політики.
У 1995 році вона стала представницею Данії в Європейській комісії під головуванням Жака Сантера. Вона відповідала за охорону навколишнього середовища та споживчі справи. Вона подала у відставку разом з усім комітетом у 1999 році. Потім вона повернулася до внутрішньої політики. З лютого 2000 року по листопад 2001 року вона була міністром продовольства, сільського господарства та рибного господарства у кабінеті Поуля Нюрупа Расмуссена. У 2001—2005 роках вона знову була членом парламенту Данії (цього разу з округу Роскільде Амт).
У 2009 році вона була номінована на посаду мера Копенгагена, взяла на себе цю функцію 1 січня 2006 року і обіймала її до 1 січня 2010 року, відмовившись від участі в перевиборах.